# Komische Oper
Komische Oper er et musikteater i Berlin i Tyskland, der åbnede i 1892 under navnet Theater Unter den Linden. Teatret har specialiseret sig i opførelse af tysksprogede operaer, operetter og musicals.